# Médán
Médán vagy Mádán (héberül: מְדָ֥ן, jelentése: küzdelem vagy konfliktus) a Héber Biblia szerint Ábrahám ószövetségi pátriárka és Ketúrá hat közös fiának egyike. Médánnak öt fivére volt: Zimrán, Joksán, Midián, Isbák és Suakh. Mellettük pedig két féltestvére volt: Ismáel és Izsák.
A Biblia nem sokat árul el Ábrahám és Ketúrá gyermekeinek történetéről. Az Ótestamentum alapján mindössze annyit tudunk Médánról, hogy feltehetőleg Beershebában született. Ez volt az a város, ahová Ábrahám betért miután az Úr parancsára megpróbálta feláldozni fiát, Izsákot. Az ősatya itt találkozott Ketúrával és Izsák itt talált rá feleségére, Rebekára. Miután Ketúrának Beershebában volt a szálláshelye, feltehetőleg Ábrahám mind a hat gyermeke is itt született.

A Biblia megemlíti, hogy Ábrahám Ketúrától származó gyermekeit egy idő után gazdagon megajándékozza és elküldi őket az ígéret földjéről, Kánaánból. Ennek feltehetőleg az az oka, hogy Ábrahám Izsák számára biztosítani akarta az Úrral megkötött szövetség beteljesülését.
Josephus Flavius ad hírt Ábrahám és Ketúrá gyermekeinek későbbi szálláshelyeiről. A római történetíró szerint Ábrahám napkeletre küldte fiait, és személyesen jelölte ki nekik új szálláshelyüket. Ez a mai Arab-félsziget területét jelentette egészen Arabia Felix, azaz a mai Jemen, a korábbi Sába királyságának a vidékét a Vörös-tenger mentén. Josephus említést tesz arról is, hogy Ketúrá gyermekei birtokba vették a troglodütiszek területeit is, amely arra utal, hogy a hat megkopott emlékű testvér a hasadékvölgy barlanglakóit is uralma alá hajtotta. Médánról ezek mellett szinte semmi egyebet nem tudunk. A források nem őrizték meg, hogy merre indult el szálláshelyet keresni, és gyermekeiről sem maradt fenn semmilyen információ. Mindazonáltal az Irakban és Iránban élő Mádán törzsek, avagy a mocsári arabok biztosan semmilyen kapcsolatban nem állnak Ábrahám gyermekével.